# Huggins Township
Huggins Township est un township du comté de Gentry dans le Missouri, aux États-Unis,.
Le township est baptisé en référence à John Huggins, un pionnier.

## Source de la traduction
- (en) Cet article est partiellement ou en totalité issu de l’article de Wikipédia en anglais intitulé « Huggins Township, Gentry County, Missouri » (voir la liste des auteurs).